# Hydrochara simula
Hydrochara simula är en skalbaggsart som beskrevs av Hilsenhoff och Tracy 1982. Hydrochara simula ingår i släktet Hydrochara och familjen palpbaggar. Inga underarter finns listade i Catalogue of Life.